# Liisa Hamalainen
Liisa Johanna Hamalainen (Helsinki, 16 settembre 1962) è un'ex cestista finlandese.

## Carriera
Con la Finlandia ha disputato Campionati europei del 1981.